# ザック・シャバネ
ザカリア・シャバネ（Zachariah Charbonnet, 2001年1月8日 - ）は、アメリカ合衆国カリフォルニア州ベルフラワー出身のアメリカンフットボール選手。ポジションはランニングバック。

## 経歴

### カレッジ

#### ミシガン
ミシガン大学では1年目の2019年シーズンから先発として活躍し、726ラン獲得ヤード、11のラッシングTDを記録した。
2020年シーズンは5試合の出場に留まった。

#### UCLA
2021年シーズン開幕前に、カリフォルニア大学ロサンゼルス校（UCLA）へ転校した。このシーズンは自身初となるシーズン1,000ラン獲得ヤードを記録し、コーチ選出によるオールPac-12セカンドチームに選出された。シーズン終了後、2022年のNFLドラフトにアーリーエントリーせず、大学に残留することを発表した。
2022年シーズン、10月8日のユタ大学戦でキャリアハイとなる198ラン獲得ヤードを記録した。シーズン全体では1,359ラン獲得ヤード、14のラッシングTDを記録し、オールアメリカンファーストチームに選出された。その後、2023年のNFLドラフトにエントリーした。

### シアトル・シーホークス
| 身長                   | 体重           | 腕 の 長 さ   | 手 の 大 き さ   | 40Yrd ダ ッ シ ュ | 10Yrd ス プ リ ッ ト | 20Yrd ス プ リ ッ ト | 20Yrd シ ャ ト ル | 3 コ 丨 ン ド リ ル | 垂 直 跳 び     | 立 ち 幅 跳 び      | ベ ン チ プ レ ス |
| ---------------------- | -------------- | ------------- | ---------------- | ----------------- | -------------------- | -------------------- | ----------------- | ------------------- | --------------- | ------------------- | ----------------- |
| 6 ft 0+3⁄8 in (184 cm) | 214 lb (97 kg) | 32 in (81 cm) | 9+7⁄8 in (25 cm) | 4.53 s            | 1.54 s               | 2.58 s               | 4.46 s            | 7.16 s              | 37.0 in (94 cm) | 10 ft 2 in (3.10 m) | 18 回             |
| Sources:               |                |               |                  |                   |                      |                      |                   |                     |                 |                     |                   |

ドラフト全体52位でシアトル・シーホークスから指名された。